# Giovanni Battista Traverso (calciatore)
Giovanni Battista Traverso (Genova, 3 giugno 1892 – ...) è stato un calciatore e allenatore di calcio italiano, di ruolo centrocampista.

## Carriera

### Calciatore
Centrocampista nel ruolo di mediano ma anche interno sinistro e destro, fu una delle colonne della squadra che portò il Grifone al settimo scudetto.
Cresciuto nel Fiorente, passa al nel 1912 al Liguria, con cui ottenne la promozione in massima serie al termine del campionato 1912-1913.
Nel 1913 fu ingaggiato dal Genoa, ottenendo nella sua prima stagione il secondo posto nella classifica finale, alle spalle del Casale. La stagione successiva fu tra i protagonisti della vittoria benché il campionato venne interrotto a causa dell'entrata dell'Italia nella Grande Guerra.
Dopo il conflitto è ancora con la maglia del Genoa e, nella stagione 1919/20 si fece notare a causa di una clamorosa protesta.
Il 16 maggio 1920, durante la finale di andata Interregionale contro la Juventus a Milano, Traverso a causa delle dubbie interpretazioni arbitrali si autoespelse; per la cronaca la partita finì tre a due per i bianconeri.
Dopo una breve parentesi nella stagione 1921/22 all'Andrea Doria, tornò al Genoa nella stagione seguente vincendo il suo secondo scudetto con i rossoblu grazie ad un'unica presenza, il 15 ottobre 1922, nella vittoria esterna contro la Cremonese.
Dopo la seconda esperienza genoana passa alla Cremonese, nel ruolo di giocatore/allenatore, ottenendo con i lombardi il 6º posto nel girone B della Prima Divisione 1923-1924.
La stagione seguente passa al Derthona, gioca 12 partite e mette a segno 3 reti. Con i piemontesi chiude all'ultimo posto del girone B della Lega Nord.

## Palmarès

### Giocatore
- Campionato italiano: 2

Genoa: 1914-1915, 1922-1923